# 다영씨
"다영씨"는 2018년에 개봉한 대한민국의 영화이다.

## 캐스팅
- 신민재 : 민재 역
- 이호정 : 다영씨 역
- 강하람 : 하람 역
- 박원진 : 부장 역
- 백승환 : 팀장 역
- 조준희 : 대리 역
- 김충길 : 사원 역
- 김정기 : 퀵서비스 사장 역
- 김용진 : 고등학생 고객 역
- 손제영 : 커플남 역
- 유현정 : 커플녀 역
- 양현명 : 슈퍼주인 역
- 고성완 (우정출연)
- 윤지혜 (우정출연)
- 표성균 (우정출연)